# All's Well, Ends Well 1997
Pour plus de détails, voir Fiche technique et Distribution.
All's Well, Ends Well 1997 (97家有囍事, 97 Ga yau hei si) est une comédie hongkongaise réalisée par Alfred Cheung et sortie en 1997 à Hong Kong.
Elle totalise 40 162 050 $HK au box-office. Troisième volet de la série des All's Well, Ends Well après All's Well, Ends Well Too (1993), sa suite, All's Well, Ends Well 2009, sort douze ans plus tard.

## Synopsis
Kung (Stephen Chow) est le plus jeune frère de trois enfants. Gâté par ses parents, il n'a pas d'emploi, ne suit pas d'études, a beaucoup d'argent, beaucoup d'amies et un bon foyer, qu'il partage avec ses deux frères Lo Leung (Raymond Wong) et Fei (Francis Ng), sa belle-sœur Yinsu (Christine Ng (en)), la femme de Lo Leung, et son sage père, Mr Lo (Roy Chiao).
Lors de son anniversaire, Leung et Fei font semblant de gagner 30 millions $HK à la loterie grâce à un ticket perdant et un vieil enregistrement d'un tirage d'autrefois, et les offrent à Kung comme cadeau d'anniversaire. Celui-ci, immédiatement après avoir tenté de duper sa famille pour pouvoir disposer de tout l'argent, sort avec une petite amie choisie, Gigi (Gigi Lai), et se rend en boîte de nuit. Sur place, il a des démélés avec un membre des triades, Frère Smartie (Simon Lui (en)), qui veut jouer aux dés avec lui. Kung perd rapidement 1 million HK$, et Gigi 5000 $ de son côté, et compte sur ses « gains » pour tout rembourser. Lorsqu'il découvre que la loterie était une blague, il décide de simuler un retard mental, un exploit qu'il réussit très bien. Il découvre ensuite qu'il y a plus d'avantages à vivre ainsi et choisit donc de rester malade pour le moment.

## Fiche technique
- Titre original : 97家有囍事
- Titre international : All's Well, Ends Well 1997
- Réalisation : Alfred Cheung
- Scénario : Raymond Wong et Guk Chiu
- Photographie : Tam Chi-wai
- Montage : Poon Hung
- Musique : Tang Siu-lam
- Production : Raymond Wong
- Société de production : Eastern Bright Motion Picture
- Société de distribution : Mandarin Films Distribution (en)
- Pays d'origine :  Hong Kong
- Langue originale : cantonais
- Format : couleur
- Genre : comédie
- Durée : 85 minutes
- Dates de sortie :
  - Hong Kong : 6 février 1997
  - Taïwan : 7 février 1997

## Distribution
- Stephen Chow : Lo Kung
- Raymond Wong : Lo Leung
- Francis Ng : Lo Fei
- Roy Chiao : Mr Lo
- Christine Ng (en) : Yinsu
- Jacklyn Wu : Shenny
- Christy Chung : Petite Shien
- Gigi Lai : Gigi
- Amanda Lee (en) : Monalisa ou Karen Kam/elle-même
- Simon Lui (en) : Frère Smartie
- Wakin Chau : Long
- Law Ho-kai : Mr Ting
- Law Koon-kan : Mme Ting
- Alfred Cheung : le malade mental
- Turbo Kong : l'homme à la main gauche
- Nina Paw (en) : la mère de Shenny
- Josie Ho : une petite amie
- Diana Pang (en) : une petite amie
- Leslie Cheung : lui-même (caméo)
- Pauline Yeung (en) : elle-même (caméo)
- Teddy Robin : lui-même (caméo)
- Law Kar-ying : lui-même (caméo)
- Michael Chow : lui-même (caméo)
- Wong Yuk-Long (caméo)